# مضاد الميكروبات
مضاد الميكروبات أو عامل مضاد للميكروبات هو مركب يقتل الكائنات الدقيقة أو يوقف نموها. يمكن تقسيم الأدوية المضادة للميكروبات طبقا للكائنات الدقيقة التي يمكنها العمل ضدها. على سبيل المثال تُستخدم المضادات الحيوية ضد البكتريا وتُستخدم مضادات الفطريات ضد الفطريات. يمكن أيضا تقسيمها طبقا للوظيفة. فالمركبات التي تقتل الميكروبات تسمى مبيدات الميكروبات بينما المركبات التي توقف نمو الميكروبات تسمى عوامل كابحة للبكتريا. يُعرف استخدام الأدوية مضادة الميكروبات لعلاج العدوى باسم العلاج الكيميائي بمضادات الميكروبات بينما يعرف استخدام الأدوية المضادة للميكروبات لمنع العدوى باسم الوقاية المضادة للميكروبات.
الأنواع الرئيسية للمواد المضادة للميكروبات هي المطهرات (مضادات ميكروبات غير محددة مثل المبيضات) والتي تقتل مجالا واسعا من الميكروبات على الأسطح الغير حية لمنع انتشار المرض، والمعقمات (والتي توضع على الأنسجة الحية للمساعدة في خفض العدوى أثناء الجراحة)، والمضادات الحيوية (والتي تدمر الكائنات الدقيقة داخل الجسم). يصف مصطلح «مضاد حيوي» في الأساس المركبات التي تُستخلص من كائنات حية دقيقة إلا أنه حاليا ينطبق أيضا على المضادات الحيوية الصناعية مثل السلفوناميد والكوينولون. كان المصطلح أيضا ينطبق فقط على المواد التي تقتل البكتريا (وغالبا ما يُستخدم بهذا الشكل من قبل الخبراء الطبيين وفي الأدب الطبي) إلا أنه اتسع حاليا ليشمل كل مضادات الميكروبات. يمكن تقسيم مضادات البكتريا إلى مواد قاتلة للبكتريا ومواد كابحة للبكتريا والتي تبطئ أو توقف نمو البكتريا. حاليا أدت التقدمات المتزايدة في التقنيات المضادة للميكروبات إلى حلول لا تقتصر فقط على إبطاء أو منع نمو البكتريا بل تم تطوير أوساط ومواد تقتل البكتريا عند مجرد التلامس.

## التاريخ
يرجع الاستخدام العام لمضادات الميكروبات إلى 2000 سنة على الأقل. استخدم قدماء المصريين والإغريق أنواعا معينة من العفن ومستخرجات النباتات لعلاج العدوى.
في القرن التاسع عشر لاحظ علماء الأحياء الدقيقة مثل لوي باستور وجول فرانسوا جوبرت التضاد بين بعض أنواع البكتريا وناقشوا فوائد القدرة على التحكم في هذه التفاعلات طبيا. في سنة 1928 أصبح ألكسندر فليمنغ أول من يكتشف مضادا طبيعيا للميكروبات من فطر يُسمى بنيسيليوم روبنز وقام بتسمية المادة المستخرجة منه بنسلين والتي في عام 1942 نجحت في علاج عدوى البكتريا العقدية. 

## كيميائيا

### مضادات البكتريا

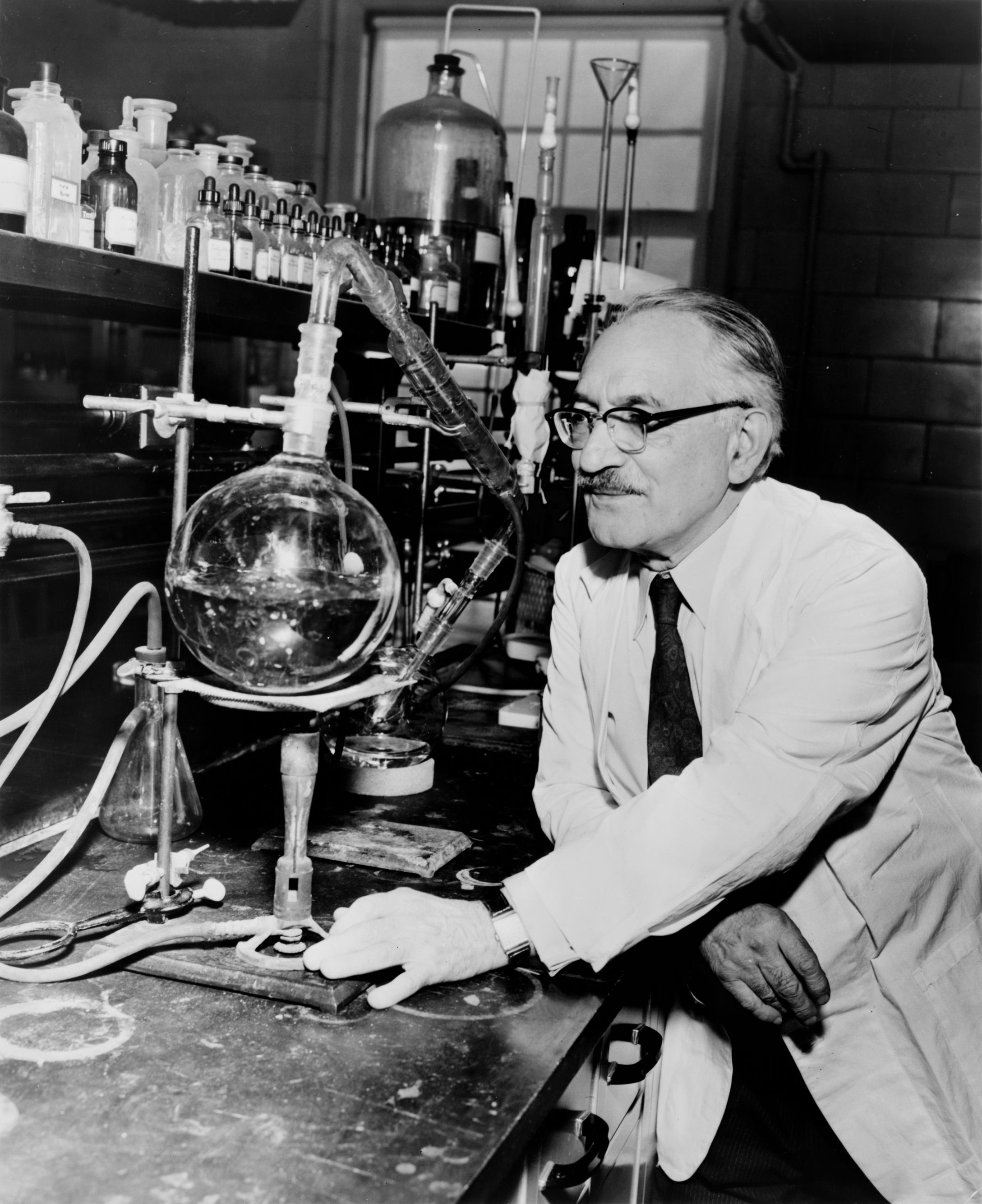
سلمان واكسمان الحاصل على جائزة نوبل في الطب لتطويره 22 مضاد حيوي أبرزهم ستربتوميسين.

تستخدم مضادات البكتريا لعلاج العدوى البكتيرية. يعتبر التسمم الدوائي للبشر وللحيوانات الأخرى من المضادات البكتيرية منخفضا. الاستخدام المستمر لبعض مضادات البكتريا قد يقلل عدد النبيت الجرثومي المعوي مما قد يؤدي إلى نتائج سلبية على الصحة. استهلاك البربيوتيك والأكل الطبيعي قد يساعد على استعادة النبيت الجرثومي المعوي ثانية. زراعة النبيت الجرثومي في الأمعاء قد يكون ضروريا للمرضى الذين يواجهون صعوبة في الاستعادة بسبب الاستخدام المزمن للمضادات الحيوية مثل عدوى بكتريا المطئية العسيرة.

اكتشاف وتطوير واستخدام المضادات البكتيرية أثناء القرن العشرين أدى إلى انخفاض معدل الوفيات من العدى البكتيرية. بدأ عصر المضادات الحيوية مع التطبيق الهوائي لأدوية النيتروجليسرين متبوعا بالعصر الذهبي للاكتشافات من 1945 إلى 1970 حيث تم اكتشاف وتطوير عدد كبير من الأدوية الفعالة. منذ 1980 انخفض معدل اكتشاف مضادات الميكروبات الجديدة بسبب التكلفة الهائلة لتطوير واختبار الأدوية الجديدة. في الجهة المقابلة هناك تزايد ملحوظ في مقاومة المضادات الحيوية من البكتريا والفطريات والطفيليات بالإضافة إلى بعض الفيروسات.

### مضادات الفطريات
تستخدم مضادات الفطريات لقتل أو إيقاف نمو الفطريات. في الطب تستخدم مضادات الفطريات لعلاج بعض العدوى مثل سعفة القدم والقوباء الحلقية وداء المبيضات، وتعمل عن طريق استغلال الاختلافات بين خلايا الثدييات وخلايا الفطريات فتقتل الفطريات دون التأثير الخطير على العائل. على عكس البكتريا فإن كلا من البشر والفطريات كائنات متعددة الخلايا. لذا فإن خلايا الفطريات وخلايا البشر متشابهة على المستوى الجزيئي مما يزيد من صعوبة إيجاد هدف مضاد الفطريات كي يهاجمه. وبناء على ذلك فإن هناك غالبا بعض التأثيرات الجانبية لبعض هذه الأدوية. بعض هذه التأثيرات الجانبية قد تكون مميتة إذا لم يُستخدم الدواء بشكل صحيح.
بالإضافة إلى استخدامهم في الطب فإن مضادات الفطريات تستخدم أيضا للتحكم في نمو العفن على المواد الرطبة في البيوت. يعمل ثنائي كربونات الصوديوم عند وضعه على الأسطح كمضاد فطريات. مركب آخر يعمل أيضا كمضاد للفطريات هو خليط من بيروكسيد الهيدروجين مع طبقة رقيقة من الطلاء والتي تعادل العفن وتغلف السطح لتمنع تكون الحويصلات.

### مضادات الفيروسات
الأدوية المضادة للفيروسات هي مجموعة من الأدوية والتي تستخدم خاصة لعلاج العدوى الفيروسية. مثل المضادات الحيوية: تستخدم بعض مضادات الفيروسات لأنواع معينة من الفيروسات. مضادات الفيروسات غير ضارة للعائل ولذا فإنها تستخدم لعلاج العدوى. يجب التفريق بينها وبين مثبطات الفيروسات والتي تستخدم لإيقاف نمو الفيروسات خارج الجسم.
تُصمم العديد من مضادات الفيروسات لعلاج العدوى عن طريق الفيروس الراجع غالبا فيروس العوز المناعي البشري. الفيروسات الهربسية والمشهورة بتسببها في هربس الشفة يتم علاجها عن طريق مضاهئ نيوكليوزيد آسيكلوفير. ينتج الالتهاب الكبدي الفيروسي بسبب خمسة أنواع غير مرتبطة من الفيروسات الكبدية (أ-ج) ويمكن علاجه عن طريق أدوي مضادة للفيروسات والتي تعتمد على نوع العدوى.

### مضادات الطفيليات
مضادات الطفيليات هي نوع من الأدوية والتي توصف لعلاج العدوى الطفيلية مثل الديدان الاسطوانية والديدان الشريطية والمثقوبات والبروتوزوا المعدية والأميبا. مثل كل الأدوية المضادة للميكروبات يجب أن تقوم بقتل الطفيل دون أن تسبب أي ضرر للعائل.

### الأوزون
يستطيع الأوزون قتل الكائنات الدقيقة في الهواء وفي الماء مثل أنظمة مياه الشرب العامة وحمامات السباحة وغسيل الملابس.

## فيزيائيا

### الحرارة
كلا من الحرارة الجافة أو الرطبة فعالين في القضاء على الحياة الميكروبية. على سبيل المثال البرطمانات المستخدمة لتخزين الأطعمة مثل المربى يمكن تعقيمها عن طريق تسخينهم في فرن تقليدي. تستخدم الحرارة أيضا في البسترة وهي طريقة تستخدم لإبطاء فقد الطعام مثل اللبن والجبن والعصائر والنبيذ والخل. هذه الأطعمة يمكن تسخينها إلى درجة حرارة معينة لمدة من الوقت والذي يقلل بصورة كبيرة عدد الكائنات الدقيقة الضارة.

### الإشعاع
غالبا ما يتم تعريض الأطعمة للإشعاع لقتل الكائنات الدقيقة الضارة. من المصادر الشائعة المستخدمة في تعقيم الطعام كوبالت 60 (يشع أشعة غاما) والأشعة المهبطية وأشعة إكس. تستخدم الأشعة فوق البنفسجية أيضا في تعقيم مياه الشرب سواء في نطاق فردي صغير أو على نطاق كبير في وحدات معالجة وتنقية المياه.